# Satelita technologiczny
Satelita technologiczny (techniczny) – rodzaj sztucznego satelity służącego do badania i testowania prototypów elementów, urządzeń, eksperymentów, technologii, metod pomiarowych i obserwacyjnych mających być później użytymi w innych statkach kosmicznych.